# Christian Frederik Falbe
Christian Frederik Falbe (født 15. september 1828 i København, død 27. maj 1896 i Luton Hoo, Luton) var en dansk diplomat.
Han var søn af dansk generalkonsul Christian Tuxen Falbe. Falbe meldte sig i 1848 som frivillig i 1. Slesvigske Krig hvor han avancerede til premierløjtnant. Han blev såret i sit ene ben og blev erklæret invalid i 1853 og tildeltes i 1856 en kaptajnstitel.   Efter at have taget den statsvidenskabelig eksamen i 1854 blev han Legationssekretær i Wien mellem 1856 og 1858 før han i 1858 blev flyttet til London. Han fungerede som Ministerresident i Madrid i 1863 og Gesandt i Wien i 1865 og siden hen i London fra 1880 til 1890. Efter at have involveret sig selv som opposition i sagen omkring afståelsen af Helgoland til Tyskland blev han i 1890 tvunget til at tage sin afsked da han som dansk gesandt kunne bringe den danske regering i alvorlige vanskeligheder i forholdet til Tyskland. Han lod sig pensionere og fratrådte med det samme og levede de sidste seks år af hans liv i England.